# 360年
| 千纪： | 1千纪                                                                                                  |
| 世纪： | 3世纪 \| 4世纪 \| 5世纪                                                                                |
| 年代： | 330年代 \| 340年代 \| 350年代 \| 360年代 \| 370年代 \| 380年代 \| 390年代                              |
| 年份： | 355年 \| 356年 \| 357年 \| 358年 \| 359年 \| 360年 \| 361年 \| 362年 \| 363年 \| 364年 \| 365年        |
| 纪年： | 庚申年（猴年）；东晋升平四年；前凉建兴四十八年；代国建国二十三年；前秦甘露二年；前燕光壽四年，建熙元年 |

## 大事记
- 慕容暐繼立前燕皇帝，大司馬太原王慕容恪、司徒上庸王慕容評、司空陽騖、領軍將軍慕輿根輔政。
- 慕容恪及慕容評密奏慕輿根罪狀，慕容暐於是命侍中皇甫真、右衞將軍傅顏等收捕慕輿根，並將其家人黨羽一併誅殺。
- 謝安之弟謝萬兵敗，被廢為庶人，陳郡謝氏一族再無重要的人物在朝。謝安不得不“東山再起”，入桓溫幕府為司馬。
- 匈奴人重新崛起，西遷到伏爾加河和頓河流域，首次出現在歐洲人的視野。

## 出生
- 王謐，字稚遠，琅邪臨沂（今山東臨沂）人。東晉末年重要官員，東晉建威將軍王劭子，因四伯父王協無子而過繼過去作嗣子。

## 逝世
- 正月二十一日，慕容儁，五胡十六國時代前燕的君主。前燕文明帝慕容皝次子。
- 慕輿根，十六國時期前燕折衝將軍、領軍將軍、太師。
- 昭成皇后，十六国代国拓跋什翼犍的正妻，前燕慕容皝的女儿。
- 楊俊，356年至360年間的仇池首領。